# Puchar Świata w narciarstwie alpejskim mężczyzn 1999/2000
Puchar Świata w narciarstwie alpejskim mężczyzn sezon 1999/2000 to 34. edycja tej imprezy. Cykl ten rozpoczął się we francuskiej miejscowości Tignes 31 października 1999 roku, a zakończył 19 marca 2000 roku we włoskim Bormio. 

## Podium zawodów
| Lp. | Data                 | Miejscowość            | Konkurencja | 1. Miejsce                | 2. Miejsce                    | 3. Miejsce                             |
| --- | -------------------- | ---------------------- | ----------- | ------------------------- | ----------------------------- | -------------------------------------- |
| 1.  | 31 października 1999 | Tignes                 | gigant      | Hermann Maier             | Michael von Grünigen          | Kjetil André Aamodt Stephan Eberharter |
| 2.  | 23 listopada 1999    | Vail                   | slalom      | Didier Plaschy            | Thomas Stangassinger          | Kjetil André Aamodt Matteo Nana        |
| 3.  | 24 listopada 1999    | Vail                   | gigant      | Hermann Maier             | Michael von Grünigen          | Andreas Schifferer                     |
| 4.  | 27 listopada 1999    | Beaver Creek           | zjazd       | Hermann Maier             | Stephan Eberharter            | Kristian Ghedina                       |
| 5.  | 28 listopada 1999    | Beaver Creek           | supergigant | Hermann Maier             | Stephan Eberharter            | Lasse Kjus                             |
| 6.  | 4 grudnia 1999       | Lake Louise            | zjazd       | Hannes Trinkl             | Hermann Maier                 | Stephan Eberharter                     |
| 7.  | 5 grudnia 1999       | Lake Louise            | supergigant | Hermann Maier             | Fredrik Nyberg                | Josef Strobl                           |
| 8.  | 13 grudnia 1999      | Madonna di Campiglio   | slalom      | Finn Christian Jagge      | Benjamin Raich                | Thomas Stangassinger                   |
| 9.  | 17 grudnia 1999      | Val Gardena            | zjazd       | Kristian Ghedina          | Josef Strobl                  | Ed Podivinsky                          |
| 10. | 18 grudnia 1999      | Val Gardena            | zjazd       | Andreas Schifferer        | Kristian Ghedina              | Hermann Maier                          |
| 11. | 19 grudnia 1999      | Alta Badia             | gigant      | Joël Chenal               | Hermann Maier                 | Rainer Salzgeber                       |
| 12. | 21 grudnia 1999      | Kranjska Gora          | slalom      | Didier Plaschy            | Benjamin Raich                | Thomas Stangassinger                   |
| 13. | 22 grudnia 1999      | Saalbach               | gigant      | Christian Mayer           | Hermann Maier                 | Benjamin Raich                         |
| 14. | 8 stycznia 2000      | Chamonix               | zjazd       | Hermann Maier             | Stephan Eberharter            | Hannes Trinkl                          |
| 15. | 9 stycznia 2000      | Chamonix               | slalom      | Angelo Weiss              | Kjetil André Aamodt           | Matjaž Vrhovnik                        |
| 16. | 9 stycznia 2000      | Chamonix               | kombinacja  | Kjetil André Aamodt       | Hermann Maier                 | Paul Accola                            |
| 17. | 15 stycznia 2000     | Wengen                 | zjazd       | Josef Strobl              | Hermann Maier                 | Ed Podivinsky                          |
| 18. | 16 stycznia 2000     | Wengen                 | slalom      | Kjetil André Aamodt       | Ole Kristian Furuseth         | Drago Grubelnik                        |
| 19. | 21 stycznia 2000     | Kitzbühel              | supergigant | Hermann Maier             | Werner Franz                  | Didier Cuche                           |
| 20. | 22 stycznia 2000     | Kitzbühel              | zjazd       | Fritz Strobl              | Kristian Ghedina Josef Strobl |                                        |
| 21. | 23 stycznia 2000     | Kitzbühel              | slalom      | Mario Matt                | Matjaž Vrhovnik               | Benjamin Raich                         |
| 22. | 23 stycznia 2000     | Kitzbühel              | kombinacja  | Kjetil André Aamodt       | Fredrik Nyberg                | Hermann Maier                          |
| 23. | 29 stycznia 2000     | Garmisch-Partenkirchen | zjazd       | Hermann Maier             | Kristian Ghedina              | Hannes Trinkl                          |
| 24. | 5 lutego 2000        | Todtnau                | gigant      | Hermann Maier             | Fredrik Nyberg                | Michael von Grünigen                   |
| 25. | 6 lutego 2000        | Todtnau                | slalom      | Rainer Schönfelder        | Kjetil André Aamodt           | Ole Kristian Furuseth                  |
| 26. | 12 lutego 2000       | St. Anton am Arlberg   | supergigant | Josef Strobl              | Didier Cuche                  | Stephan Eberharter                     |
| 27. | 13 lutego 2000       | St. Anton am Arlberg   | supergigant | Werner Franz Fritz Strobl |                               | Hermann Maier                          |
| 28. | 20 lutego 2000       | Adelboden              | slalom      | Matjaž Vrhovnik           | Kjetil André Aamodt           | Mario Matt                             |
| 29. | 26 lutego 2000       | Yongpyong              | gigant      | Benjamin Raich            | Michael von Grünigen          | Joël Chenal                            |
| 30. | 27 lutego 2000       | Yongpyong              | slalom      | Mitja Kunc                | Ole Kristian Furuseth         | Mario Matt                             |
| 31. | 3 marca 2000         | Kvitfjell              | zjazd       | Daron Rahlves             | Didier Cuche                  | Hermann Maier                          |
| 32. | 4 marca 2000         | Kvitfjell              | zjazd       | Daron Rahlves             | Kristian Ghedina              | Max Rauffer                            |
| 33. | 5 marca 2000         | Kvitfjell              | supergigant | Kristian Ghedina          | Hermann Maier                 | Andreas Schifferer                     |
| 34. | 8 marca 2000         | Kranjska Gora          | gigant      | Christian Mayer           | Joël Chenal                   | Marco Büchel                           |
| 35. | 9 marca 2000         | Schladming             | slalom      | Mario Matt                | Kjetil André Aamodt           | Thomas Stangassinger                   |
| 36. | 11 marca 2000        | Hinterstoder           | gigant      | Christian Mayer           | Marco Büchel                  | Hermann Maier                          |
| 37. | 15 marca 2000        | Bormio                 | zjazd       | Hannes Trinkl             | Hermann Maier                 | Christian Greber                       |
| 38. | 16 marca 2000        | Bormio                 | supergigant | Hermann Maier             | Fritz Strobl                  | Werner Franz Andreas Schifferer        |
| 39. | 18 marca 2000        | Bormio                 | gigant      | Benjamin Raich            | Christian Mayer               | Heinz Schilchegger                     |
| 40. | 19 marca 2000        | Bormio                 | slalom      | Ole Kristian Furuseth     | Benjamin Raich                | Matjaž Vrhovnik                        |

## Klasyfikacje
| Lp. | Zawodnik            | Punkty |
| --- | ------------------- | ------ |
| 1.  | Hermann Maier       | 2000   |
| 2.  | Kjetil André Aamodt | 1440   |
| 3.  | Josef Strobl        | 994    |
| 4.  | Kristian Ghedina    | 958    |
| 5.  | Andreas Schifferer  | 905    |
| 6.  | Stephan Eberharter  | 904    |
| 7.  | Fritz Strobl        | 889    |
| 8.  | Christian Mayer     | 802    |
| 9.  | Benjamin Raich      | 788    |
| 10. | Werner Franz        | 762    |

| Lp. | Zawodnik           | Punkty |
| --- | ------------------ | ------ |
| 1.  | Hermann Maier      | 800    |
| 2.  | Kristian Ghedina   | 677    |
| 3.  | Josef Strobl       | 533    |
| 4.  | Hannes Trinkl      | 507    |
| 5.  | Stephan Eberharter | 454    |
| 6.  | Fritz Strobl       | 453    |
| 7.  | Andreas Schifferer | 354    |
| 8.  | Werner Franz       | 317    |
| 9.  | Ed Podivinsky      | 298    |
| 10. | Daron Rahlves      | 273    |

| Lp. | Zawodnik           | Punkty |
| --- | ------------------ | ------ |
| 1.  | Hermann Maier      | 540    |
| 2.  | Werner Franz       | 371    |
| 3.  | Fritz Strobl       | 354    |
| 4.  | Josef Strobl       | 305    |
| 5.  | Andreas Schifferer | 294    |
| 6.  | Fredrik Nyberg     | 272    |
| 7.  | Stephan Eberharter | 246    |
| 8.  | Kristian Ghedina   | 216    |
| 9.  | Didier Cuche       | 214    |
| 10. | Daron Rahlves      | 183    |

| Lp. | Zawodnik             | Punkty |
| --- | -------------------- | ------ |
| 1.  | Hermann Maier        | 520    |
| 2.  | Christian Mayer      | 517    |
| 3.  | Michael von Grünigen | 466    |
| 4.  | Benjamin Raich       | 420    |
| 5.  | Joël Chenal          | 349    |
| 6.  | Marco Büchel         | 290    |
| 7.  | Fredrik Nyberg       | 279    |
| 8.  | Mitja Kunc           | 275    |
| 9.  | Kjetil André Aamodt  | 259    |
| 10. | Heinz Schilchegger   | 233    |

| Lp. | Zawodnik              | Punkty |
| --- | --------------------- | ------ |
| 1.  | Kjetil André Aamodt   | 598    |
| 2.  | Ole Kristian Furuseth | 554    |
| 3.  | Matjaž Vrhovnik       | 538    |
| 4.  | Mario Matt            | 384    |
| 5.  | Thomas Stangassinger  | 369    |
| 6.  | Benjamin Raich        | 368    |
| 7.  | Rainer Schönfelder    | 307    |
| 8.  | Didier Plaschy        | 281    |
| 9.  | Hans Petter Buraas    | 261    |
| 10. | Jure Košir            | 238    |

| Lp. | Zawodnik            | Punkty |
| --- | ------------------- | ------ |
| 1.  | Kjetil André Aamodt | 200    |
| 2.  | Hermann Maier       | 140    |
| 3.  | Fredrik Nyberg      | 102    |
| 4.  | Paul Accola         | 100    |
| 5.  | Fritz Strobl        | 82     |
| 6.  | Bruno Kernen        | 81     |
| 7.  | Werner Franz        | 74     |
| 8.  | Kristian Ghedina    | 65     |
| 9.  | Stephan Eberharter  | 50     |
| 10. | Hannes Trinkl       | 44     |

| Lp. | Państwo           | Punkty |
| --- | ----------------- | ------ |
| 1.  | Austria           | 10470  |
| 2.  | Szwajcaria        | 3358   |
| 3.  | Norwegia          | 3077   |
| 4.  | Słowenia          | 2634   |
| 5.  | Włochy            | 2543   |
| 6.  | Francja           | 1429   |
| 7.  | Szwecja           | 1127   |
| 8.  | Stany Zjednoczone | 787    |
| 9.  | Kanada            | 560    |
| 10. | Liechtenstein     | 493    |